# Lutteur B
Lutteur B (né en 1955, mort en 1968) est un cheval anglo-normand de saut d'obstacles, né à Camembert et mort à Corneilla-del-Vercol. Avec son cavalier Pierre Jonquères d'Oriola, il remporte la médaille d'or aux Jeux olympiques d'été de 1964 à Tōkyō.

## Biographie
Lutteur B naît au printemps 1955 au domaine de la Foucaudière à Camembert, chez la famille Martin, du croisement d'une trotteuse et d'un galopeur stationné à Argentan, le célèbre Furioso. Il est inscrit sous le nom de Lutteur B par le personnel des haras nationaux car un autre poulain né en 1955, année associée à la lettre « L », était déjà baptisé « Lutteur  ».
Il est repéré en septembre 1955 par le marchand de chevaux Alfred Lefèvre, qui l'achète et le propose à la station des haras nationaux de Falaise, pensant en faire un étalon reproducteur. Lutteur B n'est pas retenu en raison de son évolution de modèle et des origines inconnues de sa mère, ce qui conduit Alfred Lefèvre à le faire castrer, pour le re-vendre au marquis de Contades, qui le confie au sous-écuyer Durant de l'école de cavalerie de Saumur.
Il est acheté par Florence du Chaffaut qui le débute en compétitions, puis le re-vend en raison de son caractère délicat. Il est confié à Louis Délieux, éleveur émérite d'Anglo-arabe et cavalier gersois. Son ami, Pierre Jonquères d'Oriola, travaille Lutteur B de longs mois durant dans son domaine à Corneilla-del-Vercol. Il l'achète au printemps 1964 dans le but de le mener aux Jeux olympiques. À Tōkyō, le couple remporte la médaille d'or en individuel et la médaille d'argent par équipes. L'année 1965 s'avère aussi excellente pour le couple puisqu'ils gagnent le derby de La Baule, et que Lutteur B bat tous les records de gain cette année.
À quelques mois de l'échéance des Jeux olympiques d'été de 1968, Lutteur B est victime d'un accident lié à l'attaque d'un étalon s'étant échappé de son pré. Cet accident a pour conséquence une fracture ouverte, donnant lieu à son euthanasie.

## Description
Lutteur B est un hongre de robe bai-brun, inscrit au stud-book de l'Anglo-normand. 

## Palmarès
Liste non exhaustive des victoires de Lutteur B avec Pierre Jonquères d'Oriola.
- 1964 : médaille d'or en individuel et médaille d'argent par équipes aux Jeux olympiques d'été de 1964 à Tōkyō
- 1965 : vainqueur du derby de La Baule

## Origines
Lutteur B est un fils de l'étalon Pur-sang Furioso et de la jument demi-sang normand Bellone, par le trotteur Obok.